# Cantó de Castèlnau de Montratièr
El cantó de Castèlnau de Montratièr és un cantó francès del departament de l'Òlt, situat al districte de Caors. Té 7 municipis i el cap és Castèlnau de Montratièr.

## Municipis
- Castèlnau de Montratièr
- Cesac
- Flaunhac
- L'Espitalet
- Pèrn
- Senta Alàusia
- Sent Pau de Laubreçac

## Història
| Data d'elecció                           | Identitat          | Partit | Qualitat |
| ---------------------------------------- | ------------------ | ------ | -------- |
| 1964-1988                                | Emile Vaysse       | MRG    |          |
| 1988-2001                                | Roger Gisbert      | PS     |          |
| 2001-                                    | Jean-Claude Bessou | PRG    |          |
| les dades anteriors no són pas conegudes |                    |        |          |
|                                          |                    |        |          |

## Demografia
| 1962  | 1968  | 1975  | 1982  | 1990  | 1999  | 2006  |
| ----- | ----- | ----- | ----- | ----- | ----- | ----- |
| 3.361 | 3.599 | 3.396 | 3.428 | 3.496 | 3.632 | 3.923 |